# 스티버트 박물관
스티버트 박물관(이탈리아어: Museo Stibbert)은 이탈리아 피렌체의 몬투기(Montughi) 언덕에 있는 프레더릭 스티버트 거리에 있는 박물관이다. 방대한 동양과 서양 문명권의 갑옷 컬렉션을 포함하여 36,000점이 넘는 유물들을 소장하고 있다.

## 가문과 박물관의 역사
스티버트 박물관은 프레더릭 스티버트 (1838년–1906년)가 세웠다. 스티버트의 아버지는 잉글랜드인이고 어머니는 이탈리아인이었고, 잉글랜드에서 교육을 받았다. 스티버트 가문의 막대한 부는 프레더릭의 조부인 자일스 스티버트한테서 비롯한 것인데, 는 18세기 말 벵골 지역 영국 동인도 회사의 총사령관을 지냈고 오랜 기간에 걸쳐 총독으로 있었다.

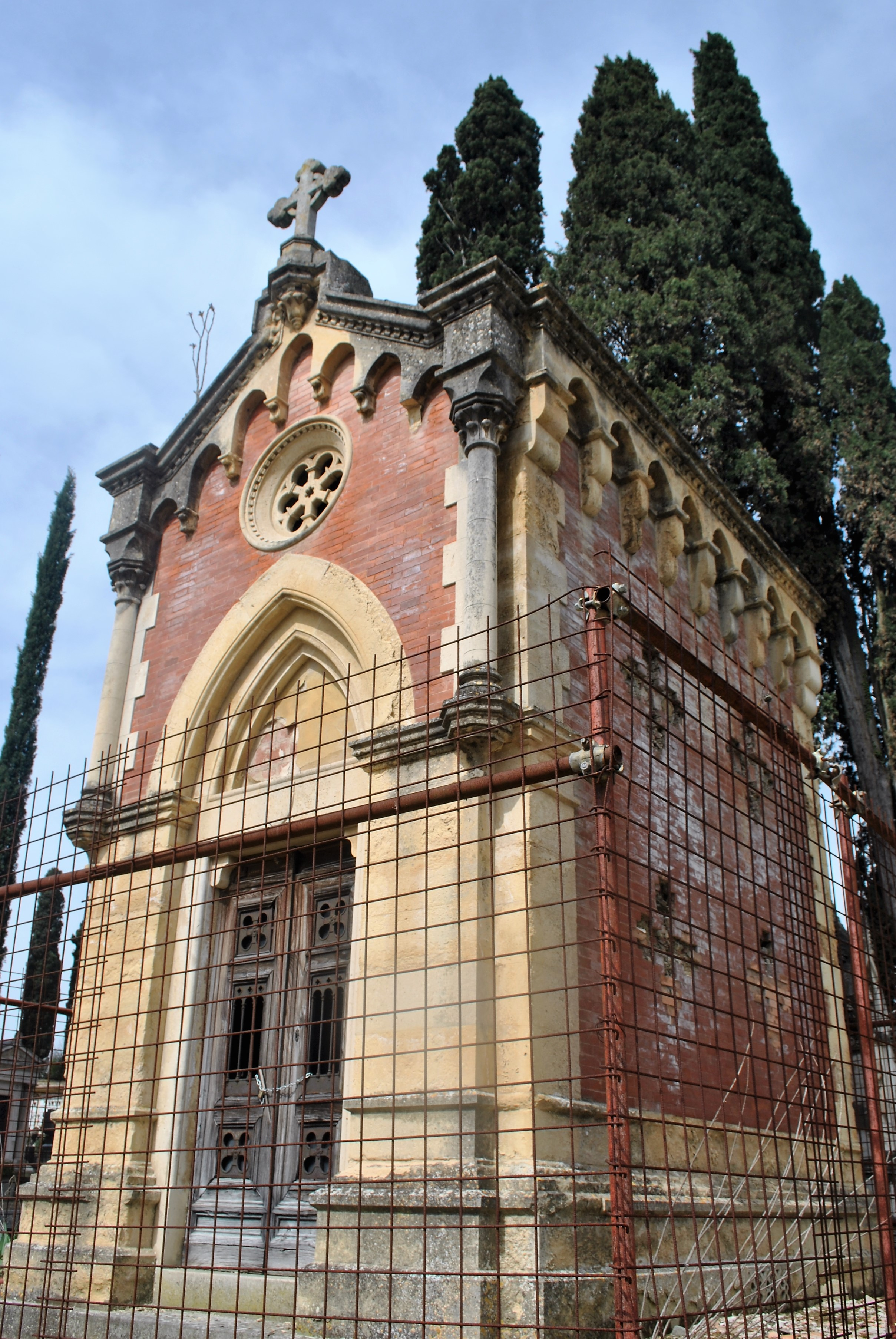
페렌체 알로리 공동 묘지에 있는 스티버트 예배당

프레더릭 스티버트는 조부의 모든 재산을 상속하였고 남은 생애 동안 일을 하지 않았다. 대신에, 그는 장식품, 유물, 골동품 등을 수집하는 데 전념하였고 그의 저택을 박물관으로 바꾸기도 했다. 수집품의 규모가 저택의 수용량을 넘어서자, 스티버트는 건축가 주세페 포기, 화가 가에타노 비앙키, 조각가 파살리아 등을 고용해 공간을 추가하였다.
스티버트가 사망한 1906년에, 그의 컬렉션은 피렌체 시당국에 넘어갔고 대중들에 공개되었다. 스티버트와 그의 가문은 피렌체의 알로리 공동 묘지에 안치됐다.

## 박물관
한때 스티버트의 거처였던 이곳 저택은 57개의 공간이 있으며 각 공간마다 전세계에서 가져온 그의 수집품 모두를 전시하고 있다. 공간의 벽들은 가죽과 태피스트리로 덮여 있다. 모든 방마다 정물화와 초상화를 포함한 그림들이 전시되어 있다. 또한 귀중한 가구, 도자기, 토스카나 지역의 십자고상, 에트루리아 시대 유물, 나폴레옹 1세가 착용한 외투 등도 전시 중이다

### 무기와 갑옷
가장 많은 양을 차지하는 컬렉션은 대략 16,000점에 이르는 15세기와 19세기 사이의 유럽, 오리엔트, 이슬람, 일본 등의 무기와 갑주이다. 기마실은 갑옷을 착용하고 무기를 든 14-16세기의 말을 탄 기사와 병사들 14명으로 채워진 커다란 공간이다. 사무라이 갑주 컬렉션은 80벌이 넘는 갑주와 수백 자루의 일본도 등을 갖추고 있다.

## 공식 홈페이지
- 스티버트 박물관  - 공식 웹사이트